# Campeonato Iberoamericano de Atletismo
El Campeonato Iberoamericano de Atletismo es una competición de atletismo a nivel de selecciones nacionales que se disputa cada dos años entre países iberoamericanos además de Andorra y de los países africanos donde la lengua oficial es el español o el portugués. La competición es organizada por la Asociación Iberoamericana de Atletismo (AIA).
Tuvo como antecedente histórico la celebración de los Juegos Iberoamericanos de atletismo, de los cuales se celebraron solo dos ediciones, la primera en Santiago de Chile en 1960 y la segunda en Madrid en 1962, enfrentando a atletas de un total de diecinueve países iberoamericanos.
Después de veinte años, la idea de retomar una competición de este tipo se consolidó en 1982, al constituirse oficialmente en Madrid la Asociación Iberoamericana de Atletismo (AIA) con 22 países como signatarios. Después de la aprobación oficial por parte de la Asociación internacional de Federaciones de Atletismo (IAAF), la AIA estableció las normativas de los Campeonatos Iberoamericanos, cuya primera edición tuvo lugar en Barcelona, España, en 1983.
En esta primera edición participaron 18 de los 22 componentes de la AIAː Argentina, Bolivia, Brasil, Chile, Colombia, Costa Rica, Cuba, Republica Dominicana, El Salvador, España, Guatemala, Honduras, México, Nicaragua, Paraguay, Perú, Portugal y Uruguay. En la segunda edición, celebrada tres años después en La Habana, ya se unieron a la competición los cuatro miembros restantesː Ecuador, Panamá, Puerto Rico y Venezuela. A partir de ese momento el campeonato se viene disputando bianualmente todos los años pares, con la única excepción de la decimonovena edición, que debía disputarse en las Islas Canarias en el año 2020 y tuvo que ser suspendida a causa de la pandemia del Covid-19.
En 1996 la AIA abordó su ampliación mediante la incorporación de los seis países africanos que mantienen vinculación histórica y lingüística con Portugal y España. De este modo, en la séptima edición celebrada en Medellín en 1996, compareció Angola, primer país no americano ni europeo que lo hacía, aunque lo hizo de una forma testimonial presentando un solo atleta. En la octava edición celebrada en Lisboa en 1998 participaron por primera vez los otros cuatro países africanos lusófonos̠ː Cabo Verde, Guinea-Bissau, Mozambique y Santo Tomé. Finalmente, en la undécima edición celebrada en Huelva en 2004 hizo su primera aparición Guinea Ecuatorial, último miembro africano que aún no había participado en el campeonato.
La siguiente ampliación tuvo lugar en 2005, cuando la AIA admitió al tercer país de la Península Ibérica, Andorra, que debutó al año siguiente en la duodécima edición celebrada en Ponce en 2006. Así, en la decimocuarta edición celebrada en San Fernando en 2010 se alcanzó el récord de países participantes en el Campeonato, al inscribirse la totalidad de los veintinueve miembros de la AIA, registro que no ha vuelto a ser igualado hasta el momento.
La última ampliación de miembros de la AIA tuvo lugar en 2011 cuando se admitió a Aruba, país caribeño constituyente del Reino de los Países Bajos, cuyo idioma oficial el Papiamento tiene su origen en las lenguas española y portuguesa. Aruba participó en la decimoquinta edición celebrada en Barquisimeto en 2012.
En la decimoséptima edición celebrada en Rio de Janeiro en 2016 fueron invitados nueve atletas vinculados personalmente a la Comunidad Iberoamericana provenientes de cinco países totalmente ajenos a la AIA (Arabia, Australia, Bulgaria, Chad y Estados Unidos), aunque se trataba de atletas de menor entidad y casi ninguno de ellos alcanzó puestos relevantes. No se ha vuelto a producir este tipo de invitaciones, si bien en la decimonovena edición celebrada en La Nucía en 2022 fueron invitados tres atletas ucranianos refugiados de la guerra, pero no podían acceder a las medallas aunque resultaran vencedores de las pruebas en las que participaron.

## Ediciones
| Edición | Año  | Ciudad                 | País        | Fecha                  | Estadio                            | Países | Atletas | Pruebas |
| ------- | ---- | ---------------------- | ----------- | ---------------------- | ---------------------------------- | ------ | ------- | ------- |
| I       | 1983 | Barcelona              | España      | 23-25 septiembre       | Estadio Municipal Joan Serrahima   | 18     | 143     | 37      |
| II      | 1986 | La Habana              | Cuba        | 27-28 septiembre       | Estadio Pedro Marrero              | 19     | 220     | 36      |
| III     | 1988 | Ciudad de México       | México      | 22-24 julio            | Estadio Olímpico Universitario     | 19     | 371     | 40      |
| IV      | 1990 | Manaus                 | Brasil      | 14-16 septiembre       | Vila Olímpica                      | 14     | 205     | 40      |
| V       | 1992 | Sevilla                | España      | 17-19 julio            | Estadio Olímpico de Sevilla        | 22     | 462     | 41      |
| VI      | 1994 | Mar del Plata          | Argentina   | 27-30 octubre          | Estadio Municipal Teodoro Bronzini | 20     | 346     | 42      |
| VII     | 1996 | Medellín               | Colombia    | 29-30 mayo             | Estadio Alfonso Galvis Duque       | 19     | 352     | 42      |
| VIII    | 1998 | Lisboa                 | Portugal    | 17-19 julio            | Estádio Universitário de Lisboa    | 22     | 337     | 43      |
| IX      | 2000 | Río de Janeiro         | Brasil      | 20-21 mayo             | Celio de Barros                    | 20     | 297     | 44      |
| X       | 2002 | Ciudad de Guatemala    | Guatemala   | 11- 12 mayo            | Cementos Progreso                  | 21     | 312     | 44      |
| XI      | 2004 | Huelva                 | España      | 6–8 de agosto          | Iberoamericano                     | 27     | 443     | 44      |
| XII     | 2006 | Ponce                  | Puerto Rico | 26–28 mayo             | Francisco Montaner                 | 23     | 313     | 44      |
| XIII    | 2008 | Iquique                | Chile       | 13–15 junio            | Tierra de Campeones                | 19     | 319     | 44      |
| XIV     | 2010 | San Fernando           | España      | 4–6 junio              | Municipal Bahía Sur                | 29     | 449     | 44      |
| XV      | 2012 | Barquisimeto           | Venezuela   | 8–10 junio             | Polideportivo Máximo Viloria       | 24     | 362     | 44      |
| XVI     | 2014 | São Paulo              | Brasil      | 1–3 agosto             | Estadio Ícaro de Castro Melo       | 21     | 353     | 44      |
| XVII    | 2016 | Río de Janeiro         | Brasil      | 14-16 mayo             | Estadio João Havelange             | 28     | 355     | 44      |
| XVIII   | 2018 | Trujillo               | Perú        | 24-26 agosto           | Estadio Chan Chan                  | 16     | 305     | 44      |
| XIX     | 2020 | Santa Cruz de Tenerife | España      | Cancelado por Covid-19 | Centro Insular de Atletismo        |        |         |         |
| XIX     | 2022 | La Nucia               | España      | 20-22 mayo             | Estadio Olímpico Camilo Cano       | 23     | 395     | 44      |
| XX      | 2024 | Cuiabá                 | Brasil      | 10-12 mayo             | Universidad Federal de Mato Grosso | 23     | 426     | 47      |
| XXI     | 2026 | Santiago de Chile      | Chile       | A determinar           | Estadio Nacional de Chile          |        |         |         |
| XXII    | 2028 | Barranquilla           | Colombia    | A determinar           | Estadio Roberto Meléndez           |        |         |         |
| XXIII   | 2030 | San Salvador           | El Salvador | A determinar           | Estadio Cuscatlán                  |        |         |         |

## Medallero (1983-2024)
| Núm.           | País                  | Oro | Plata | Bronce | Total |
| -------------- | --------------------- | --- | ----- | ------ | ----- |
| 1              | Brasil                | 225 | 219   | 203    | 647   |
| 2              | Cuba                  | 168 | 94    | 57     | 309   |
| 3              | España                | 133 | 150   | 138    | 421   |
| 4              | Colombia              | 67  | 59    | 72     | 198   |
| 5              | México                | 51  | 54    | 40     | 145   |
| 6              | Argentina             | 45  | 51    | 71     | 167   |
| 7              | Portugal              | 37  | 59    | 61     | 157   |
| 8              | Chile                 | 28  | 35    | 37     | 100   |
| 9              | Ecuador               | 19  | 22    | 30     | 71    |
| 10             | República Dominicana  | 19  | 17    | 17     | 53    |
| 11             | Venezuela             | 17  | 24    | 26     | 67    |
| 12             | Puerto Rico           | 16  | 27    | 33     | 76    |
| 13             | Perú                  | 12  | 10    | 19     | 41    |
| 14             | Uruguay               | 10  | 9     | 14     | 33    |
| 15             | Costa Rica            | 3   | 5     | 4      | 12    |
| 16             | Panamá                | 3   | 3     | 1      | 7     |
| 17             | Paraguay              | 2   | 6     | 7      | 15    |
| 18             | Bolivia               | 1   | 5     | 5      | 11    |
| 19             | Guatemala             | 0   | 3     | 3      | 6     |
| 20             | Honduras              | 0   | 1     | 2      | 3     |
| 21             | Andorra               | 0   | 1     | 1      | 2     |
| 22             | Santo Tomé y Príncipe | 0   | 1     | 0      | 1     |
| 23             | Angola                | 0   | 0     | 1      | 1     |
| -              | Nicaragua             | 0   | 0     | 1      | 1     |
| -              | Mozambique            | 0   | 0     | 1      | 1     |
| 26             | El Salvador           | 0   | 0     | 0      | 0     |
| Total absoluto | Total absoluto        | 763 | 766   | 750    | 2279  |

| Núm. | País                 | Oro | Plata | Bronce | Total |
| ---- | -------------------- | --- | ----- | ------ | ----- |
| 1    | Brasil               | 11  | 1     | 4      | 16    |
| 2    | Cuba                 | 5   | 4     | 2      | 11    |
| 3    | España               | 4   | 8     | 1      | 13    |
| 4    | Colombia             | 0   | 5     | 4      | 9     |
| 5    | México               | 0   | 1     | 4      | 5     |
| 6    | República Dominicana | 0   | 1     | 0      | 1     |
| 7    | Argentina            | 0   | 0     | 3      | 3     |
| 8    | Portugal             | 0   | 0     | 1      | 1     |
| -    | Puerto Rico          | 0   | 0     | 1      | 1     |